# Lievosenjärvi
Lievosenjärvi är en sjö i Finland. Den ligger i kommunen Siikalatva i landskapet Norra Österbotten, i den centrala delen av landet, 400 km norr om huvudstaden Helsingfors. Lievosenjärvi ligger 128 meter över havet. I omgivningarna runt Lievosenjärvi växer i huvudsak blandskog. Arean är 51,9 hektar och strandlinjen är 4,18 kilometer lång. Sjön  ingår i Siikajokis huvudavrinningsområde. 